# Betula pumila
Espèce
Le Bouleau nain (Betula pumila) est une espèce végétale de la famille des Betulaceae. 